# Colin Veitch
Colin Campbell McKechnie Veitch (Newcastle upon Tyne, 22 maggio 1881 – Berna, 26 agosto 1938) è stato un calciatore e allenatore di calcio inglese, di ruolo centrocampista.

## Biografia
Al di là della sua carriera calcistica, è conosciuto per essere stato il co-fondatore del People's Theatre situato a Newcastle upon Tyne, nel sobborgo di Heaton. Egli era anche un affermato drammaturgo, compositore e direttore d'orchestra, che annoverò nella propria cerchia di colleghi il famoso scrittore George Bernard Shaw.
Inoltre, Veitch era particolarmente attivo dal punto di vista politico, tant'è che gli venne addirittura proposto di candidarsi per il Partito Laburista. Dopo aver rifiutato la proposta, decise di diventare un attivista sindacale per la Professional Footballers' Association, della quale divenne anche presidente diverso tempo dopo. Nel 1928, dopo aver annunciato le proprie dimissioni dalla panchina del Bradford City, si trasferì nel Tyneside diventando giornalista per l'Evening Chronicle.
Morì il 26 agosto 1938 dopo aver contratto la polmonite durante una vacanza a Berna.

## Carriera

### Giocatore

#### Club
Dopo essersi iscritto al Rutherford College, Veitch ebbe l'opportunità di poter debuttare per la squadra accademica, che all'epoca era considerata tra le più rinomate di tutto il nord-est dell'Inghilterra. Il Newcastle Utd decise di acquistarlo nell'estate del 1899, facendolo debuttare ufficialmente in First Division nell'ottobre dello stesso anno, in una gara persa per 1-0 contro il Wolverhampton.
Noto per la sua versatilità, con la maglia dei Magpies riuscì a vincere tre titoli di First Division (1904-1905, 1906-1907 e 1908-1909) e l'FA Cup 1909-1910. Al di fuori del campo da gioco lavorò come membro attivo dell'AFPTU (Association Football Players' and Trainers' Union). Nonostante la sua buona reputazione con il club, nel 1914 si vide costretto a lasciare le attività agonistiche per via del suo arruolamento nella Royal Garrison Artillery, allora impegnata nella Prima guerra mondiale.

#### Nazionale
Ha militato nella Nazionale dell'Inghilterra tra il 1906 e il 1909, totalizzando 6 presenze.

### Allenatore
Nell'agosto del 1926 Veitch assunse la guida tecnica del Bradford City. La sua prima annata terminò con la retrocessione del club in Third Division North, mentre in quella successiva la squadra ebbe un incremento drastico delle prestazioni, riuscendo a far registrare la vittoria con più reti di scartodell'epoca, ovvero un 9-1 ai danni del Nelson FC. Proprio mentre la squadra era in procinto di essere promossa in Second Division, Veitch decise di dimettersi nel gennaio 1928 per via dello stress provocatogli dalla sua professione.

## Palmarès

### Club

#### Competizioni nazionali
- Campionato inglese: 3

Newcastle: 1904-1905, 1906-1907, 1908-1909
- Coppa d'Inghilterra: 1

Newcastle: 1909-1910